# 程大猷
程大猷（1562年—？），字聖英，號獻廷，北直隸興州右屯衛軍籍，湖廣黄州府黄冈县人，明朝政治人物。

## 生平
万历二十八年（1600年）庚子科順天乡试举人，二十九年（1601年）聯捷辛丑科進士，刑部觀政，三十年授河南郏县知县，政声甚著。三十七年升户部主事，三十八年升郎中，分司宣府，清核粮储，四十三年转山东参议、兵备曹濮，四十四年致仕归。

## 家族
曾祖程祺，密云副总兵，贈龍驤將軍。祖程爕，曹家寨游击，贈鎮國將軍。父程墀，庠生、乡饮宾。女程氏，为庠生罗之鼐妻，夫故无子，过侄为嗣，抚如亲生，教养成人。